# Station Ballymoney
Station Ballymoney  is een spoorwegstation in Ballymoney in het  Noord-Ierse graafschap Antrim. Het station ligt aan de lijn Belfast - Derry. 